# Hrun (Ochtyrka)
Hrun (ukrainisch Грунь; russisch Grun) ist ein Dorf im Süden der ukrainischen Oblast Sumy mit etwa 2200 Einwohnern (2004).
Die 1663 erstmals erwähnte Ortschaft Hrun liegt am gleichnamigen Flüsschen, das Rajonzentrum Ochtyrka liegt 26 km nordöstlich und das Oblastzentrum Sumy etwa 100 km nordöstlich vom Dorf.
Im Dorf gibt es ein Museum über Ostap Wyschnja (ukrainisch Остап Вишня; 1889–1956), einen ukrainischen Schriftsteller, Satiriker und Feldscher, der im, heute zu Hrun gehörigen,  Weiler Tschetschwa (Чечва) zur Welt kam.

## Verwaltungsgliederung
Am 16. August 2016 wurde das Dorf zum Zentrum der neugegründeten Landgemeinde Hrun (ukrainisch Грунська сільська громада/Hrunska silska hromada), zu dieser zählen auch die 16 in der untenstehenden Tabelle aufgelisteten Dörfer, bis dahin bildete es zusammen mit den Dörfern Awramkiwschtschyna und Scholudky die gleichnamige Landratsgemeinde Hrun (Грунська сільська рада/Hrunska silska rada) im Südwesten des Rajons Ochtyrka.
Folgende Orte sind neben dem Hauptort Hrun Teil der Gemeinde:
| Name                     | Name         | Name                              |
| ukrainisch transkribiert | ukrainisch   | russisch                          |
| ------------------------ | ------------ | --------------------------------- |
| Awramkiwschtschyna       | Аврамківщина | Аврамковщина (Awramkowschtschina) |
| Bandury                  | Бандури      | Бандуры                           |
| Bidany                   | Бідани       | Беданы (Bedany)                   |
| Hnylyzja                 | Гнилиця      | Гнилица (Gniliza)                 |
| Iwachy                   | Івахи        | Ивахи                             |
| Kusemyn                  | Куземин      | Куземин (Kusemin)                 |
| Molodezke                | Молодецьке   | Молодецкое (Molodezkoje)          |
| Plastjuky                | Пластюки     | Пластюки (Plastjuki)              |
| Rubany                   | Рубани       | Рубаны                            |
| Rybalske                 | Рибальське   | Рыбальское (Rybalskoje)           |
| Schabaltajewe            | Шабалтаєве   | Шабалтаево (Schabaltajewo)        |
| Schapowaliwka            | Шаповалівка  | Шаповаловка (Schapowalowka)       |
| Scholudky                | Шолудьки     | Шолудьки (Scholudki)              |
| Scholoby                 | Жолоби       | Желобы (Scheloby)                 |
| Skelka                   | Скелька      | Скелька                           |
| Wjasowe                  | В’язове      | Вязовое (Wjasowoje)               |